# Poliacetal
El poliacetal, acetal, o resina acetàlica, és un polímer termoplàstic semicristal·lí obtingut per polimerització del formaldehid. L'acrònim que l'identifica és POM (polioximetil·lè), anomenat genèricament Delrin.
Existeixen dues famílies de poliacetals, homopolímers i copolímers, segons la polimerització sigui simple (el polímer consta exclusivament de molècules de formaldehid) o composta (s'intercalen molècules d'etilè entre diverses molècules de formaldehid).
Es tracta d'un plàstic tècnic amb nombroses aplicacions al sector de l'automoció, l'oci i la maquinària, on es valora principalment la seva extraordinària resistència química, la seva bona tenacitat a baixes temperatures i les excel·lents propietats tribològiques, concretament un baix coeficient de lliscament, una bona resistència a l'abrasió i un gran capacitat d'esmorteïment del soroll per fricció.

## Transformació
Com en altres polímers sintètics, és produït per diferents empreses químiques, amb petites diferències en la fórmula i en el nom, com per exemple Delrin, Celcon, Duracon i Hostaform i Iupital. Va ser creat per DuPont entre 1952 i 1956, i es més conegut per la seva marca comercial Delrin.
Aquest material se subministra en forma de gransa per poder ser transformat per extrusió, injecció i bufat formant articles finals en forma de barres, plaques, tubs, perfils i peses per la indústria en general.
Durant el procés de transformació, és important respectar les temperatures de procés donat que aquest material emet formaldehid quan se superi la temperatura de descomposició.